# Armotoe
Armotoe (in greco antico: ?) è un personaggio della mitologia greca.

## Genealogia
Sposò Pandareo che la rese madre di Aedona, Chelidona, Cleotera e Merope. 

Pausania cambia i nomi delle ultime due in Cameiro e Clizia.

## Mitologia
Secondo le vicende narrate nel mito i due sposi, per paura della punizione divina dovuta ai misfatti del marito, fuggirono dalla Grecia e giunsero in Sicilia dove vissero fino alla morte. 